# Sonic Underground
Sonic Underground (Original Sonic le Rebelle) ist eine US-amerikanisch-französische Zeichentrick-Fernsehserie aus dem Jahre 1999, die im Universum der Spieleserie Sonic the Hedgehog spielt und 40 Episoden umfasst. Jedoch grenzt sich diese eigene, nicht kompatible Geschichte komplett von den Videospielen, anderen TV-Serien und Filmen ab. Bis auf Sonic the Hedgehog, Dr. Robotnik, Knuckles the Echidna und Onkel Chuck tauchen alle anderen Charaktere von Sonic Underground ausschließlich in dieser Serie auf. Es ist eine der wenigen Sonic-Medien, in denen Miles Tails Prower nicht auftaucht.
Nach der französischen Erstausstrahlung in Frankreich vom 6. Januar bis 23. Mai 1999 auf TF1 folgte die englischsprachige Erstausstrahlung vom 30. August bis 22. Oktober 1999 auf UPN in den USA und die auf Deutsch synchronisierte Fassung wurde erstmals vom 17. April bis 12. Juni 2001 auf Super RTL ausgestrahlt.
Die Serie behandelt, sehr ähnlich wie die Vorgängerserie, eine düstere Welt, die fast komplett vom bösen Dr. Robotnik beherrscht wird. Die rechtmäßige Königin Aleena setzte dabei ihre drei Kinder Sonic, Sonia und Manic als Säuglinge verschiedenen Familien vor die Tür, um sie vor Dr. Robotnik zu beschützen, sodass alle drei ganz unterschiedlich und ohne Bewusstsein ihrer royalen Herkunft aufwuchsen. In der Serie finden die drei zueinander und beginnen mit der Suche nach ihrer Mutter, um Dr. Robotnik zu stürzen. Doch auch dieser erfährt nun von den drei Geschwistern und nimmt es mit ihnen auf. Da nach 40 Episoden die Produktion unplanmäßig eingestellt wurde, hat die Serie ein offenes Ende und die drei Hauptprotagonisten haben ihre Mutter nie gefunden. Im Jahre 2011 wurde ein Epilog verfasst, der die Geschichte in den Sonic-Comics des Archie-Verlags zu Ende erzählen sollte, jedoch wurde dieser letztendlich nicht realisiert.
In jeder Episode der Serie gibt es einen musikalischen Abschnitt und einen auf die Folge abgepassten Song und Musikvideo, in dem die drei Geschwister mit ihren Instrumenten musizieren, was als Kritikpunkt der Serie galt, weil die Einlagen auf Dauer sehr erzwungen und teils unpassend wahrgenommen wurden. Dr. Robotnik und seine Anhänger hegen eine Abneigung gegen die Musik der Band Sonic Underground. Jede einzelne Folge wird zudem mit einem lehrreichen Kommentar von Königin Aleena eingeleitet.
Es ist die dritte Sonic-TV-Serie nach Sonic der irre Igel (1993–1996) und Sonic SatAM (1993–1994), gefolgt von Sonic X (2003–2005), Sonic Boom (2014–2017) und Sonic Prime (2022–2024).

## Handlung
Der einst paradiesische Planet Mobius voller Natur und prachtvoller Bauwerke unter Königin Aleena verwandelte sich nach der gewaltsamen Machtübernahme des bösen Dr. Robotnik schlagartig: Dieser ließ alle bisherigen Bauwerke abreißen, eine völlig neuartige Infrastruktur einführen und die Sprache seiner eigenen Spezies, der Overlanders, zur alleinigen Amtssprache auf dem Planten erklären, während die Mitglieder der Widerstandsbewegung im Untergrund weiterhin die alte Sprache in Wort und Schrift verwenden. Dr. Robotnik ließ auch am königlichen Palast ein Exempel statuieren, indem er diesen vollständig zerstören und stattdessen einen gewaltigen Turm am selben Platz als Zentrum seiner Macht errichten ließ. Die ehemalige Hauptstadt Mobotropolis wurde baulich und infrastrukturell vollständig umgestaltet und in Robotropolis umbenannt, das eine dunkle, verschmutzte und mechanisierte Stadt darstellt. Dr. Robotnik ließ eine Armee aus Robotern, sogenannten Swat-Bots, aufstellen, durch die er seine Herrschaft über den Planeten ausübt und aufrechterhält. Er ließ hohe Mauern bauen, im öffentlichen Raum eine Vielzahl von Überwachungskameras installieren, die das Sinnbild und Kennzeichen der von ihm errichteten Diktatur sind. Um den Willen der Bevölkerung auf Mobius zu brechen, lässt Dr. Robotnik ungehorsame Bürger robotisieren. Dabei wird die Person in einen Dr. Robotnik loyalen Cyborg transformiert und verliert den Großteil ihrer Erinnerungen und Gefühle. Immer wieder droht Robotnik seinen beiden Untergebenen Sleet und Dingo mit der Robotisierung als schlimmsten Strafe, um ihre Loyalität ihm gegenüber zu erzwingen. Dr. Robotnik strebt als faktischer Alleinherrscher über Mobius zur formalen Legitimation seiner Macht auch die Königswürde an, die ihm allerdings nur durch die einstige Königin selbst verleihen werden kann. Daher lässt Dr. Robotnik nun bereits seit Jahren überall auf dem Planeten nach der untergetauchten Königin Aleena und den Chaos Smaragden, mit dessen gewaltiger Macht er seine fliegende Festung, eine riesige Massenvernichtungswaffe mit Energie zu versorgen gedenkt, suchen.
Nach Dr. Robotniks Machtübernahme ergriff Königin Aleena die Flucht und setzte ihre drei Kinder, Sonic, Sonia und Manic, im Säuglingsalter mit jeweils einem Talisman an einer Halskette, als Findelkinder vor den Türen von drei verschiedenen Familien ab, ehe sie sich so sehr zurückzog, sodass sie von niemanden gefunden werden würde, vor allem nicht von Dr. Robotnik. Die drei Adoptivfamilien zogen die Geschwister unterschiedlich groß: Sonic wurde bei einem Arbeiter-Ehepaar abgegeben, wuchs jedoch später bei seinem Onkel Chuck, Sir Charles Hedgehog auf (trat bereits in Sonic SatAM als Sonics Onkel auf) und dieser lehrte Sonic Werte, Gitarrenspielen und bescherte ihm seine Vorliebe für Chilidogs. Sonia wurde bei Lady Windermere von einer hochwohlgeborenen Familie großgezogen, in der sie Klasse und Stil lebte, während Manic bei Farrells Bande von Dieben aufwuchs und dort lernte, sein Geld oder Essen zu stehlen. Nachdem Dr. Robotnik von der Existenz der drei Kinder erfahren hatte, weihte das Orakel von Delphius alle drei Geschwister über ihre Geschichte ein, woraufhin sich die drei Igel vereinten. Dr. Robotnik konnte alle drei Adoptivfamilienmitglieder ausfindig machen und sie alle, Onkel Chuck, Lady Windermere und Farrell, robotisieren. Seitdem befinden sich die drei vereinten Geschwister auf der Flucht und haben sich der Widerstandsbewegung gegen Dr. Robotnik angeschlossen. Zunächst unterscheiden sich die drei aufgrund ihrer unterschiedlichen, bisherigen Lebensweise, doch sie finden zunehmend Gemeinsamkeiten und unterstützen sich gegenseitig auf der Suche nach ihrer Mutter, was sie zusammenschweißt. Jeder der Igel besitzt sein eigenes multifunktionales Musikinstrument, welche von ihnen im Notfall durch ihre Talismane, die Erbstücke ihrer Mutter, aktiviert und herbeigezaubert werden können. Sonic und seine Geschwister können ihre multifunktionalen Musikinstrumente zudem als Schusswaffen verwenden und so Dr. Robotniks Handlanger bekämpfen.
Im Laufe der Serie müssen Dr. Robotnik und vor allem seine Handlanger Sleet und Dingo immer wieder Rückschläge gegen Sonic, Sonia und Manic hinnehmen. Bei seinen Plänen für eine fliegende Festung wendet sich Dr. Robotnik an Knuckles the Echidna, der auf seiner schwebenden Insel Angel Island über seinen Chaos Smaragd wacht. Dr. Robotnik kann den naiven Knuckles für kurze Zeit auf seine Seite ziehen, doch als Sleet und Dingo aufgrund mangelnder Vorsicht den Chaos Smaragd fallen lassen, bricht dieser entzwei und löst weltweite Naturkatastrophen wie Erdbeben auf ganz Mobius aus. Mit Hilfe von Sonic, Sonia und Manic kann Knuckles einen Verwandten namens Athair the Echidna finden, der ihnen hilft, den Chaos Smaragd zu reparieren, woraufhin die Naturkatastrophen aufhören und Knuckles fortan auf der Seite der Igel im Kampf gegen Dr. Robotnik steht. In der letzten Episode der Serie kann Dr. Robotnik sowohl Sonic als auch Manic in den Cyberspace verbannen, aus dem sie jedoch wieder entkommen. Die Serie endet also abrupt nach einer Filler-Episode, ohne abgeschlossene Handlung, einem nach wie vor ungeklärten Verbleib der gesuchten Königin Aleena und einem ungewissen Ausgang aller an der Serie beteiligten Charaktere.

## Figuren
- Sonic the Hedgehog

Sonic ist der Sohn von Königin Aleena und der Bruder von Sonia und Manic. Er kann sich in rasanter Geschwindigkeit fortbewegen, was ihm selbst und seinen Gefährten nützlich ist, und auch Dr. Robotnik ist bewusst, dass sich niemand auf dem Planeten mit so hoher Geschwindigkeit fortbewegen kann wie Sonic. Aufgezogen wurde Sonic von einem Arbeiter und dessen Frau und später von seinem Onkel Chuck. Robotnik ließ Sonics Adoptiveltern und seinen Onkel robotisieren. Sonic prahlt gelegentlich mit seiner Fähigkeit, was von seinen beiden Geschwistern als enervierend empfunden wird. Sonics Waffen sind seine Schnelligkeit und seine Gitarre, die er sowohl als Laserstrahlenschusswaffe als auch als Instrument verwenden kann. Seine einzige Schwäche ist die Angst vor Wasser, da er nicht schwimmen kann. Seine Leibspeise sind Chilidogs, von denen er große Mengen verdrücken kann.
- Sonia the Hedgehog

Sonia ist Königin Aleenas Tochter und Sonics und Manics Schwester. Sie ist das einzige von Aleenas Kindern, dass einen luxuriösen Lebensstil führen konnte, weil ihre Adoptiveltern als Adlige in Wohlstand leben. Der luxuriöse Lebensstil unter Lady Windermere wurde ihr schnell zu wider, weil die Oberschicht von Mobius dekadent ist und sich Dr. Robotnik gegenüber untergeben verhält. Die Begegnung mit ihren Geschwistern hat sie glücklich gemacht und sie genießt das Leben als Angehörige der Widerstandsbewegung. Ihre Waffe ist ihr Superspin und ein Keyboard, das sie sowohl als Pistole als auch zur Erzeugung von Nebel als auch als herkömmliches Instrument verwenden kann. Sonia ist klug und einfallsreich. Außerdem ist sie eitel, hasst es schmutzig zu werden und ist dem Geruch von Chilidogs abgeneigt. Am Anfang der Serie ist sie mit dem Aristokraten Bartleby verlobt, löst aber das Verlöbnis auf, nachdem sie sich der Widerstandsbewegung angeschlossen hat. Später entwickelt sie Gefühle für einen gewissen Stripes und schließlich auch für Knuckles.
- Manic the Hedgehog

Manic ist der Sohn von Aleena und der Bruder von Sonic und Sonia. Er ist bei Räubern und Plünderern aufgewachsen, die Erziehung durch dieselben hat ihm häufig Schwierigkeiten eingebracht, seine im kriminellen Milleau erlernten Kenntnisse und Fähigkeit sind allerdings ihm und seinen Geschwistern auch von großem Nutzen. Als er auf seine Geschwister Sonic und Sonia trifft, will er sich ihnen anfangs nicht anschließen, ändert jedoch seine Meinung, als sein Ziehvater Farrell robotisiert wird. Manic besitzt scheinbar eine kleptomanische Veranlagung, weil er gelegentlich dem Diebstahl von Geld und anderen Wertgegenstände nachgeht, was Sonic sehr missfällt. Manic verfügt über die Fähigkeit Schlösser mittels Dietrichen zu öffnen, Computer zu hacken und besitzt ein Schlagzeug, welches er sowohl als Waffe mit welcher er Laserstrahlen abschießen und mit dem er Erdbeben verursachen als auch als Musikinstrument verwenden kann. Zudem spielt er oft zusammen mit Sonic Videospiele.
- Königin Aleena the Hedgehog

Königin Aleena ist die rechtmäßige Herrscherin von Mobius und die Mutter von Sonic, Sonia und Manic, welche sie nach Dr. Robotniks Machtübernahme kurz nach deren Geburt bei ihr vollkommen fremden Familien aussetzen musste, um sie so vor Dr. Robotnik schützen zu können. Seit Robotniks Machtergreifung muss sie sich im Untergrund verstecken und den Zeitpunkt abwarten sich mit ihren Kindern zu verbünden, dennoch ist sie stets in ihrer Nähe und unterstützt ihre Kinder im Kampf gegen Dr. Robotnik.
- Dr. Robotnik

Doktor Ivo Robotnik ist ein Angehöriger der menschlichen Spezies Overlanders und stammt von deren Planeten. Dr. Robotniks tödlichste Waffe ist sein hoher Intellekt, der ihn zur Konstruktion komplexester Maschinen befähigt. Dr. Robotnik konnte mithilfe seiner überlegenen Technologie ganz Mobius innerhalb kurzer Zeit erobern. Dabei waren ihm auch seine Armeen von Swat-Bots zu Diensten. Das Orakel von Delphius hatte Dr. Robotnik vor vielen Jahren prophezeit, dass er einst über ganz Moubius herrschen werde, dass aber Königin Aleena und ihre Kinder ihn stürzen werden. Daher ließ Dr. Robotnik Aleena und ihre Kinder suchen und hat ein sehr hohes Kopfgeld für ihre Gefangennahme ausgesetzt. Er ist gleichzeitig der militärische und politische Führer von Mobius.
- Sleet und Dingo

Sleet und Dingo gehörten einstmals zu den besten Kopfgeldjägern von Mobius, bis Dr. Robotnik sie als Söldner anwarb. Der schlaue Sleet fungiert als Befehlshaber der Roboter-Armeen in Dr. Robotniks Reich. Dingo hingegen ist zwar groß, aber ziemlich einfältig. Seine Stärke liegt jedoch in seiner großen Muskelkraft. Außerdem besitzt Sleet ein Gerät, mit dem er Dingo immer in brauchbare Gegenstände verwandeln kann, was Dingo sehr missfällt. Sleet ist verliebt in Sonia und versucht sie bei jeder ihrer Begegnung von der Aufrichtigkeit seiner Liebe zu ihr zu überzeugen.
- Knuckles the Echidna

Knuckles ist der Wächter der schwebenden Insel Angel Island und des Chaos Smaragds, der für den Schwebezustand der Insel verantwortlich ist. Als Dr. Robotnik in den Besitz des Chaos Smaragds kommt, verlässt er die Insel, um ihn mit der Hilfe von Sonic, Sonia und Manic zurückzuholen. Er schließt sich ebenfalls dem Widerstand gegen Dr. Robotnik an. Knuckles besitzt die Fähigkeit, sich durch jeden Untergrund durchgraben zu können, was ihn in die Lage versetzt sich selbst durch Steinwände und Metallböden durchzugraben. An der Musik der Band Sonic Underground findet er jedoch keinen Gefallen und empfindet diese als viel zu laut.
- Das Orakel von Delphius

Das Orakel von Delphius ist ein alter Freund der Igelfamilie und gilt als Bewahrer der Kultur von Mobius. Das Orakel kann die Zukunft vorhersagen, wobei es meist in Rätseln spricht, hat aber ein friedliches Gemüt. Er prophezeit sowohl Dr. Robotnik seine Weltherrschaft, aber auch, dass diese eines Tages von König Aleena und ihren Kindern wieder beendet wird. So sorgt das Orakel auch dafür, dass Sonic, Sonia und Manic von ihrer Herkunft erfahren. Als er sich Sonic zum ersten Mal zeigte, konnte er mit dem Angebot von Chilidogs schnell Sonics Vertrauen gewinnen.
- Onkel Chuck

Sonics Onkel Chuck, mit vollem Namen Sir Dr. Charles Hedgehog, ist der Bruder von Königin Aleena. Nachdem Sonic bei einer Arbeiterfamilie ausgesetzt worden war, fand er später zu seinem Onkel Chuck, welcher Sonic liebevoll, hilfsbereit und fürsorglich großzog. Nachdem Dr. Robotnik davon erfahren hatte, nahm er Onkel Chuck gefangen und konnte ihn robotisieren, ähnlich wie in Sonic SatAM.
- Lady Windermere: Eine Adlige in Wohlstand mit luxuriösem Lebensstil, welche Sonia als Säugling bei sich aufnimmt und großzieht. Nach Dr. Robotniks Entdeckung wird Lady Windermere robotisiert.
- Farrell: Anführer einer Diebesbande, der Manic als Säugling bei sich aufnimmt, großzieht und ihm kriminelle Fähigkeiten beibringt. Nach Dr. Robotniks Entdeckung wird Farrell robotisiert.
- Argus: Argus war einst ein Mitglied der Leibgarde und treuer Anhänger der Königin, allerdings wurde er von Dr. Robotnik entführt und robotisiert. Sein vorübergehend ausgelöschtes Gedächtnis konnte von Sonic, Sonia und Manic  zu einem großen Teil wiederhergestellt werden.
- Cyrus: Ein Kindheitsfreund von Manic im Widerstand gegen Dr. Robotnik. Später erpresst Dr. Robotnik Cyrus, indem er ihm erzählt, er robotisiere seinen Vater, falls er ihm nicht bei der Festnahme von Sonic, Sonia und Manic behilflich sein würde. Cyrus verriet zwar das Igeltrio, half ihn jedoch später aus der Gefangenschaft Dr. Robotniks zu entkommen.
- Lionel: Der Vater von Cyrus, der von Dr. Robotnik robotisiert wurde, nachdem dieser von Cyrus’ Verrat erfahren hatte.
- Bartleby: Ein Adliger und Sonias Ex-Verlobter, der Sonia versucht davon zu überzeugen, den Widerstand gegen Dr. Robotnik einzustellen. Bartleby schleimt sich regelmäßig bei Dr. Robotnik ein und unterstützt diesen finanziell, ist aber auch mit Sonic, Manic und Sonia befreundet.
- Mindy LaTour: Eine enge Freundin von Sonia. Sie wurde von Dr. Robotnik gezwungen, bei Sonia ohne deren Wissen heimlich einen Peilsender unterzubringen. Sie wehrte sich jedoch gegen Dr. Robotnik und schloss sich der Widerstandsbewegung an, doch ihr Vater wurde ein Opfer von Dr. Robotniks Robotisierer.
- Athair the Echidna: Ein sehr alter Echidna, der von den Helden aufgesucht wird, um den Chaos Smaragd zu reparieren und von Knuckles als Urgroßvater bezeichnet wird.
- Bürgermeister Winniham: Ein Pferd und der Bürgermeister von Mobodoon, der Stadt des Widerstands im Untergrund.
- Stripes: Ein Tiger in Lake Valley, einst ein Spion für Dr. Robotnik, der Gefühle für Sonia entwickelte.
- Titus: Ein Wissenschaftler, der behauptete, einen De-Robotisierer entwickelt zu haben, der sich jedoch als Fälschung herausstellte und in Wahrheit robotisierte. Jedoch fiel Titus selbst hinein und wurde robotisiert.
- ART: Kurz für Artificial Robot of Technology, ein selbstlernender Roboter von Dr. Robotnik, der sich nach allen gelernten Kenntnissen jedoch Sonic und dem Widerstand anschloss.
- Swat-Bots: Der Großteil aus Dr. Robotniks Roboterarmee besteht aus Swat-Bots. Sie können zwar leicht überlistet werden, stellen jedoch auch für Sonic eine nicht zu unterschätzende Gefahr dar.

## Synchronisation
Wie auch in Sonic der irre Igel und Sonic SatAM war Jaleel White hier die englische Stimme von Sonic und übernahm zudem die Rollen von Sonia und Manic, wenngleich andere Sprecher die Gesangseinlagen vertonten. Dr. Robotnik wurde hier von Garry Chalk und Knuckles the Echidna von Brian Drummond gesprochen, der wiederum in Sonic Prime (2022) die Stimme von Dr. Eggman wurde. Die Stimme von Scratch in Adventures of Sonic the Hedgehog, Phil Hayes, synchronisierte hier den Charakter Bartleby.
Im Deutschen wurde Sonic erstmals von Tobias Müller synchronisiert, während Wanja Gerick, der in den Vorgängerserien noch Tails sprach, jetzt die Rolle von Manic übernahm. Und auch Gerald Paradies, die Stimme von Grounder in Sonic der irre Igel, kehrte hier als Dingo zurück. Dr. Robotnik wurde in dieser Serie von Jürgen Kluckert gesprochen, der in Sonic Prime den gealterten Dr. Eggman namens Dr. Done It synchronisierte. Marius Clarén, der hier die erste deutsche Knuckles-Stimme darstellte, führte später in den Kinofilmen Sonic the Hedgehog (2020) und Sonic the Hedgehog 2 (2022) die Dialogregie der deutschen Synchronisationsfassung und übernahm in beiden Filmen die Rolle des Agent Stone.
| Synchronsprecher in Sonic Underground | Synchronsprecher in Sonic Underground | Synchronsprecher in Sonic Underground |
| Figur                                 | Deutscher Synchronsprecher            | Englischer Synchronsprecher           |
| ------------------------------------- | ------------------------------------- | ------------------------------------- |
| Sonic the Hedgehog                    | Tobias Müller                         | Jaleel White Sam Vincent (Gesang)     |
| Sonia the Hedgehog                    | Dascha Lehmann                        | Jaleel White Louise Vallance (Gesang) |
| Manic the Hedgehog                    | Wanja Gerick                          | Jaleel White Tyley Ross (Gesang)      |
| Königin Aleena                        | Joseline Gassen                       | Gail Webster                          |
| Knuckles the Echidna                  | Marius Clarén                         | Brian Drummond                        |
| Dr. Robotnik                          | Jürgen Kluckert                       | Garry Chalk                           |
| Abdul                                 | Reinhard Scheunemann                  | Garry Chalk                           |
| Vince                                 | Joachim Kaps                          | Garry Chalk                           |
| Ifyoucan                              | Joachim Kaps                          | Maurice LaMarche                      |
| Sleet                                 | Norbert Gescher                       | Maurice LaMarche                      |
| Das Orakel von Delphius               | Hasso Zorn                            | Maurice LaMarche                      |
| Onkel Chuck                           | Klaus Jepsen                          | Maurice LaMarche                      |
| Athair the Echidna                    | Werner Ehrlicher                      | Maurice LaMarche                      |
| Luke Periwinkle                       | Jörg Hengstler                        | Maurice LaMarche                      |
| Dingo                                 | Gerald Paradies                       | Peter Wilds                           |
| Lady Windimere                        | Margot Rothweiler                     | Joan Gerber                           |
| Cyrus                                 | Julien Haggège                        | Ian James Corlett                     |
| Bartleby                              | Frank Schaff                          | Phil Hayes                            |
| Mindy LaTour                          | Uschi Hugo                            | Louise Vallance                       |
| Trevor                                | Rainer Fritzsche                      | Matt Hill                             |
| Doo Bot                               | Philine Peters-Arnolds                | Kathleen Barr                         |
| Renée                                 | Victoria Sturm                        | Tabitha St. Germain                   |
| Ledian                                | Maria Sumner                          | Tabitha St. Germain                   |
| Maeve                                 | Marianne Lutz                         | Tabitha St. Germain                   |
| Destructo                             | Jonas Ziegler                         | Nick Jameson                          |

## Veröffentlichung
Sonic Underground wurde ab 1998 von DiC Entertainment, welche bereits für die Vorgänger Sonic der irre Igel (1993–1996) und Sonic SatAM (1993–1994) verantwortlich war, sowie Sega of America unter der Regie von Marc Boreal, Francois Hemmen, Daniel Sarriet und Tom Smith produziert. Die Musik komponierten Mike Piccirillo und Jean-Michel Guirao.
Nach der französischen Erstausstrahlung in Frankreich vom 6. Januar bis 23. Mai 1999 auf TF1 folgte die englischsprachige Erstausstrahlung vom 30. August bis 22. Oktober 1999 auf UPN in den USA und die auf Deutsch synchronisierte Fassung wurde erstmals vom 17. April bis 12. Juni 2001 auf Super RTL ausgestrahlt. Die Serie wurde ebenfalls in Frankreich, Spanien und Großbritannien gesendet.
Die Komplettfassung der Serie Sonic Underground wurde in manchen europäischen Staaten auf Videokassette und Laserdisk veröffentlicht. In den USA sind verschiedene DVDs von einzelnen Episoden erhältlich.

### Episoden
Es ist zu beachten, dass die Sortierung der Episodenreihenfolge je nach Quelle anders ausgeführt ist. Das liegt darin begründet, dass die Erstausstrahlungsreihenfolge nicht der Produktionsreihenfolge der Episoden entspricht. Die nachfolgende Auflistung entspricht der deutschen Ausstrahlungsreihenfolge und die Erstausstrahlung jeder Episode in den USA ist einzeln aufgeführt.
| Episoden von Sonic Underground | Episoden von Sonic Underground  | Episoden von Sonic Underground  | Episoden von Sonic Underground | Episoden von Sonic Underground |
| Nr.                            | Originaltitel                   | Deutscher Episodentitel         | Erstausstrahlung USA           | Erstausstrahlung Deutschland   |
| ------------------------------ | ------------------------------- | ------------------------------- | ------------------------------ | ------------------------------ |
| 1                              | Beginnings                      | Wie alles begann                | 30. August 1999                | 17. April 2001                 |
| 2                              | To Catch a Queen                | Wie fängt man eine Königin      | 31. August 1999                | 18. April 2001                 |
| 3                              | Mobodoon                        | Mobodoon                        | 1. September 1999              | 19. April 2001                 |
| 4                              | The Price of Freedom            | Der Preis der Freiheit          | 2. September 1999              | 20. April 2001                 |
| 5                              | Tangled Webs                    | Falsche Freunde                 | 6. September 1999              | 23. April 2001                 |
| 6                              | The Deepest Fear                | Angst vorm Wasser               | 7. September 1999              | 24. April 2001                 |
| 7                              | Who Do You Think You Are        | Gedächtnisschwund               | 8. September 1999              | 25. April 2001                 |
| 8                              | The Last Resort                 | Das letzte Paradies             | 9. September 1999              | 26. April 2001                 |
| 9                              | Winner Fakes All                | Das Rennen                      | 13. September 1999             | 27. April 2001                 |
| 10                             | A Hedgehog's Home Is Her Castle | Einem geschenkten Gaul...       | 14. September 1999             | 30. April 2001                 |
| 11                             | Artifact                        | Artefakte                       | 15. September 1999             | 2. Mai 2001                    |
| 12                             | Bug!                            | Die Ungeziefer-Plage            | 16. September 1999             | 3. Mai 2001                    |
| 13                             | Friend or Foe                   | Die fliegende Insel             | 20. September 1999             | 4. Mai 2001                    |
| 14                             | Head Games                      | Kopf-Spiele                     | 21. September 1999             | 7. Mai 2001                    |
| 15                             | When in Rome                    | Im alten Rom                    | 22. September 1999             | 8. Mai 2001                    |
| 16                             | The Jewel in the Crown          | Das Kronjuwel                   | 23. September 1999             | 9. Mai 2001                    |
| 17                             | Dunesday                        | Der Beduinenstamm               | 27. September 1999             | 10. Mai 2001                   |
| 18                             | Mummy Dearest                   | Die Pyramide                    | 28. September 1999             | 11. Mai 2001                   |
| 19                             | The Hedgehog in the Iron Mask   | Der Igel mit der eisernen Maske | 29. September 1999             | 14. Mai 2001                   |
| 20                             | Six Is a Crowd                  | Die Paralleldimension           | 30. September 1999             | 15. Mai 2001                   |
| 21                             | Wedding Bell Blues              | Die Hochzeit                    | 4. Oktober 1999                | 16. Mai 2001                   |
| 22                             | Flying Fortress                 | Die fliegende Festung, Teil 1   | 1. Oktober 1999                | 17. Mai 2001                   |
| 23                             | No Hedgehog is an Island        | Die fliegende Festung, Teil 2   | 5. Oktober 1999                | 18. Mai 2001                   |
| 24                             | New Echidna in Town             | Der Verrat                      | 7. Oktober 1999                | 21. Mai 2001                   |
| 25                             | Getting to Know You             | Man lernt sich kennen           | 6. Oktober 1999                | 22. Mai 2001                   |
| 26                             | Country Crisis                  | Alte Feindschaften              | 11. Oktober 1999               | 23. Mai 2001                   |
| 27                             | Haircraft in Space              | Eine haarige Angelegenheit      | 12. Oktober 1999               | 24. Mai 2001                   |
| 28                             | Healer                          | Der Derobotisierer              | 13. Oktober 1999               | 25. Mai 2001                   |
| 29                             | Sonia's Choice                  | Sonias Entscheidung             | 14. Oktober 1999               | 28. Mai 2001                   |
| 30                             | Sleepers                        | Schläfer                        | 18. Oktober 1999               | 29. Mai 2001                   |
| 31                             | Bartleby the Prisoner           | Bartleby, der Gefangene         | 19. Oktober 1999               | 30. Mai 2001                   |
| 32                             | The Art of Destruction          | Sei artig                       | 20. Oktober 1999               | 31. Mai 2001                   |
| 33                             | The Pendant                     | Das Medaillon                   | 21. Oktober 1999               | 1. Juni 2001                   |
| 34                             | Underground Masquerade          | Die Straßenbande                | 3. September 1999              | 4. Juni 2001                   |
| 35                             | Come Out Wherever You Are       | Der Debütantinnen-Ball          | 10. September 1999             | 5. Juni 2001                   |
| 36                             | Sonic Tonic                     | Die hängenden Gärten            | 17. September 1999             | 6. Juni 2001                   |
| 37                             | Three Hedgehogs and a Baby      | Drei Igel und ein Baby          | 24. September 1999             | 7. Juni 2001                   |
| 38                             | Harmony or Something            | Die Reise geht weiter           | 8. Oktober 1999                | 8. Juni 2001                   |
| 39                             | The Big Melt                    | Königin Sonia                   | 15. Oktober 1999               | 11. Juni 2001                  |
| 40                             | Virtual Danger                  | Gefangene im Cyberspace         | 22. Oktober 1999               | 12. Juni 2001                  |

## Epilog
Als im Jahre 2009 in einem Internetforum, in dem der damalige Writer der Sonic-Comics der Archie Verlags Ian Flynn, der später mitunter auch an der Handlung von Sonic Frontiers (2022) mitwirkte, ebenfalls beteiligt war, nach einer abschließenden Handlung für Sonic Underground gefragt wurde, zeigte Ian Flynn Interesse daran, einen Epilog der Serie in seinen Comics zu erzählen, gab aber zu Bedenken, dass Comics ein stilles Medium seien, während sich in Sonic Underground vieles um Musik drehe, jedoch wäre eine Umsetzung nicht vor dem Jahre 2011 möglich.
Auf der New York Comic Con 2012 wurde enthüllt, dass der Sonic-Comic Sonic Universe #50 ursprünglich als der offizielle Epilog für Sonic Underground gedacht war, zudem wurde ein offizielles Artwork dieses Epilogs veröffentlicht, der Sonic, Sonia und Manic mit ihren Instrumenten zeigte. Dieser Comic hätte die Geschichte abschließen sollen, in dem die Geschwister-Igel Metal Sonic besiegen mussten, um ihre Mutter König Aleena zu befreien und gemeinsam Dr. Robotnik zu stürzen. Auch stellte Ian Flynn im Jahre 2013 auf Twitter klar, dass Sega keine Erlaubnis erteilte, Figuren aus Sonic Underground oder Sonic the Hedgehog (OVA) in den Comics wieder aufzugreifen, ehe die rechtliche Lage nicht vollends geklärt sei, weswegen das Projekt vorerst auf Eis läge. Später erklärte Ian Flynn, dass die Handlung des Epilogs in einem Werk namens Lost Hedgehog Tales vom Archie-Verlag schriftlich erzählt werden sollte. Doch nachdem im Jahre 2017 die Zusammenarbeit von Sega und dem Archie-Verlag und damit die Sonic-Comics des Archie-Verlags vor dem Erscheinen der Lost Hedgehog Tales geendet hatten, blieb das Finale von Sonic Underground unter Verschluss.

## Videospiel
Es existiert ein LCD-Handheld der Firma Tiger Electronics namens Sonic Underground aus dem Jahre 2000, basierend auf der TV-Serie. Nachdem Tiger Electronics bereits in den Vorjahren mehrere LCD-Handhelds namens Sonic the Hedgehog, Sonic the Hedgehog 2, Sonic the Hedgehog 3 und Sonic the Hedgehog Spinball entwickelte, welche vage auf den Konsolenspielen basierten, so wurde im Jahre 2000 eine Sonic Underground-Version auf den Markt gebracht. Das Heldhand ist rund und hat einen großen Sonic mit Gitarre auf dem Plastik eingearbeitet.
Es bietet die Knöpfe An/Aus, Sound An/Aus, Highscores, Pause und Reset. Zum Steuern verwendet man ein Steuerkreuz in vier Himmelsrichtungen und die beiden Aktionsknöpfe „Jump/Select“ und „Spin Dash“. Das Spiel ist technisch auf dem Stand eines Game & Watch. Einzelne Standbilder von Sonic lassen ihn rennend wirken und wenn Gegner in Form der Swat-Bots erscheinen, muss man einen Aktionsknopf zum Angreifen und zum Erringen von Punkten betätigen, andernfalls nimmt Sonic Schaden und das Spiel endet.